# تشارلز مانينغ ريد
تشارلز مانينغ ريد (بالإنجليزية: Charles Manning Reed)‏ هو سياسي أمريكي، ولد في 3 أبريل 1803 في إيري في الولايات المتحدة، وتوفي في 16 ديسمبر 1871. انتخب عضو مجلس نواب بنسيلفانيا وانتخب عضو مجلس النواب الأمريكي.